# Dead Man Walking - Condannato a morte
Dead Man Walking - Condannato a morte (Dead Man Walking) è un film del 1995 diretto da Tim Robbins, basato sull'omonimo romanzo autobiografico di suor Helen Prejean. Il titolo, Dead man walking, è preso dall'espressione che comunemente usano i carcerieri statunitensi per annunciare il tragitto che il condannato a morte compie fra la sua cella e la sala dell'esecuzione.

## Trama
Un condannato a morte in Louisiana riceve la visita di una suora; il suo caso è disperato, manca poco al giorno dell'esecuzione. Matthew Poncelet, un teppista di periferia, razzista e strafottente, insieme ad un suo amico, avrebbe ucciso una coppia di fidanzati sorpresi in un boschetto e lo avrebbe fatto con una ferocia inaudita, dopo aver violentato la ragazza. Continua a professarsi innocente e scarica tutta la responsabilità sul suo complice Carl Vitello, che "se l'è cavata" con l'ergastolo perché è riuscito a procurarsi un avvocato migliore. La suora, pur nutrendo fin dall'inizio sospetti sulla dichiarazione di innocenza del giovane condannato, fa di tutto per rinviare il giorno dell'esecuzione, in attesa di un riesame del caso. Tutti i tentativi sono vani. La famiglia di Poncelet accoglie la suora con diffidenza, lamentandosi che per colpa di Matthew adesso tutti i vicini li odiano ed i fratelli minori del condannato sono vittime di ingiurie e bullismo a scuola.
Suor Helen, per nulla aiutata da Poncelet stesso, che in una intervista televisiva si dichiara nazista, razzista e terrorista, deve anche subire l'ira dei genitori dei ragazzi trucidati che si sentono beffati dal tanto interesse che lei riserva ad un assassino piuttosto che alle vittime dei suoi crimini. A tutto questo si aggiunge poi il poco interessamento della famiglia di Helen per tutta la vicenda, e il fatto che le povere bambine, delle quali normalmente si occupava a tempo pieno, ora la evitano in quanto si è avvicinata ad un loro nemico. Nel buio pesto di questa situazione Suor Helen scorge una piccola luce: Matthew l'ha scelta come suo "consigliere spirituale", vale a dire l'unica persona che può assistere un condannato a morte nei suoi ultimi sei giorni e che può farlo fino all'ultimo istante.
Tra momenti di disperazione e di paura, Helen con i suoi dialoghi riesce a far breccia nel cuore di Matthew che, salutati per l'ultima volta la madre ed i fratelli e mostrate a suor Helen le foto della propria figlia da lui mai conosciuta, le confessa con un colpo di scena, in lacrime, ad appena un quarto d'ora dall'esecuzione, di essere stato lui ad uccidere il ragazzo ed averne violentato la fidanzata, ottenendo, prima della morte, la libertà evangelica che appartiene solo alla Verità. Matthew ha ora la forza, nella camera della morte, di chiedere perdono al padre del ragazzo da lui ucciso ed augurare ai genitori della ragazza di poter trovare sollievo dalla sua esecuzione. Helen, che più volte si era chiesta perché stesse facendo tutto questo, ora trova una risposta più che esauriente. Al funerale di Matthew, al termine del rito, Earl Delacroix, il padre del ragazzo ucciso, si presenta senza sapere nemmeno perché, ma Helen invece comprende, e invita l'uomo, comunque pieno di odio, a pregare insieme per Matthew, come si vede nella scena finale in chiesa.

## Colonna sonora
La colonna sonora del film, creata nel 1996 con la Columbia Records, contiene le seguenti canzoni:
1. Dead Man Walking - Bruce Springsteen
2. In Your Mind - Johnny Cash
3. Woman on the Tier (I'll See You Through) - Suzanne Vega
4. Promises - Lyle Lovett
5. The Face of Love - Nusrat Fateh Ali Khan ed Eddie Vedder
6. The Fall of Troy - Tom Waits
7. Quality of Mercy - Michelle Shocked
8. Dead Man Walking (A Dream Like This) - Mary Chapin Carpenter
9. Walk Away - Tom Waits
10. Ellis Unit One - Steve Earle
11. Walking Blind - Patti Smith
12. The Long Road - Eddie Vedder e Nusrat Fateh Ali Khan

## Commento
Il film, nei minuti che precedono l'esecuzione, offre una descrizione quasi documentaristica, per colpire con la crudezza delle immagini, ma lasciando alla intima riflessione dello spettatore qualsiasi giudizio.
Il crescendo emotivo che porta al finale è creato per suscitare un disturbante senso di disagio e un conseguente profondo disappunto verso la pratica della pena di morte, contro la quale il regista e sceneggiatore Tim Robbins, sua moglie Susan Sarandon e il loro amico Sean Penn, si battono da sempre, come attivisti politici, ben noti sotto questo profilo, soprattutto presso l'opinione pubblica degli USA.

## Accoglienza
Con un budget di 11 milioni di dollari, la pellicola ne guadagnò circa 83 milioni, diventando così un gran successo al botteghino. Numerosi anche i riconoscimenti a livello internazionale per il valore sociale e insieme artistico di questa pellicola. Susan Sarandon ha ottenuto l'Oscar come miglior attrice protagonista per il 1996. Candidature sono andate al regista Tim Robbins, a Sean Penn come attore protagonista e a Bruce Springsteen per la miglior canzone originale (Dead Man Walkin'). Le riprese si sono svolte tra il 24 aprile e il 30 giugno 1995. È uscito negli Usa il 29 dicembre 1995.
Al Festival di Berlino del 1996 dove il film era in competizione, oltre a tre premi secondari, è stato attribuito l'Orso d'Argento per il miglior attore a Sean Penn.
Da segnalare anche il David di Donatello come miglior attrice straniera a Susan Sarandon.

## Distribuzione
In Italia il film non è mai stato distribuito in DVD, mentre nel giugno 2011 è stato pubblicato in Blu-ray.

## Riconoscimenti
- 1996 - Premio Oscar
  - Miglior attrice protagonista a Susan Sarandon
  - Candidatura Migliore regia a Tim Robbins
  - Candidatura Miglior attore protagonista a Sean Penn
  - Candidatura Miglior canzone (Dead Man Walking) a Bruce Springsteen
- 1996 - Golden Globe
  - Candidatura Miglior attore in un film drammatico a Sean Penn
  - Candidatura Miglior attrice in un film drammatico a Susan Sarandon
  - Candidatura Migliore sceneggiatura a Tim Robbins
- 1996 - Festival di Berlino
  - Premio della Giuria Ecumenica a Tim Robbins
  - Premio dei lettori della "Berliner Morgenpost" a Tim Robbins
  - Prize of the Guild of German Art House Cinemas a Tim Robbins
  - Orso d'argento a Sean Penn
  - Candidatura Orso d'oro a Tim Robbins
- 1995 - Chicago Film Critics Association Award
  - Candidatura Miglior attore protagonista a Sean Penn
- 1996 - MTV Movie Award
  - Candidatura Miglior performance femminile a Susan Sarandon
- 1996 - Independent Spirit Award
  - Miglior attore protagonista a Sean Penn
  - Candidatura Miglior attrice non protagonista a Celia Weston
- 1996 - Kansas City Film Critics Circle Awards
  - Miglior attrice protagonista a Susan Sarandon
- 1996 - David di Donatello
  - Miglior attrice straniera a Susan Sarandon
- 1996 - Screen Actors Guild Award
  - Miglior attrice protagonista a Susan Sarandon
  - Candidatura Miglior attore protagonista a Sean Penn
- 1997 - Blockbuster Entertainment Award
  - Miglior attrice protagonista a Susan Sarandon
- 1996 - Chlotrudis Award
  - Miglior film
  - Miglior attore protagonista a Sean Penn
  - Miglior attrice protagonista a Susan Sarandon
- 1996 - Heartland Film Festival
  - Studio Crystal Heart Award
- 1996 - Humanitas Prize
  - Miglior film a Tim Robbins
- 1996 - Love is Folly International Film Festival
  - Golden Aphrodite Award a Tim Robbins
- 1996 - MovieGuide Award
  - Epiphany Prize a Tim Robbins
- 1996 - National Society of Film Critics Award
  - Candidatura Miglior attore protagonista a Sean Penn
- 1996 - Nikkan Sports Film Award
  - Miglior film straniero
- 1996 - Palm Springs International Film Festival
  - Migliore regia a Tim Robbins
- 1997 - Political Film Society
  - PFS Award
- 1996 - Sant Jordi Award
  - Candidatura Miglior attore straniero a Sean Penn
  - Candidatura Miglior attrice straniera a Susan Sarandon
- 1997 - USC Scripter Award
  - Candidatura Migliore sceneggiatura a Tim Robbins e Helen Prejean (Autrice)

## Versione teatrale
- Tim Robbins, insieme alla messa in scena cinematografica, ne ha curata anche una per il teatro.